# Clàssica d'Almeria 2021
La Clàssica d'Almeria 2021 fou la 36a edició de la Clàssica d'Almeria. La cursa es va disputar el 14 de febrer de 2021 i formava part del calendari de l'UCI ProSeries 2021 amb una categoria 1.Pro.
El vencedor final fou l'italià Giacomo Nizzolo (Qhubeka Assos), que s'imposà a l'esprint a Florian Sénéchal (Deceuninck-Quick Step) i Martin Laas (Bora-Hansgrohe), segon i tercer respectivament.

## Equips
En aquesta edició hi van prendre part 22 equips:
| WorldTeams (11)- AG2R Citroën Team - Astana-Premier Tech - Bora-Hansgrohe - Cofidis - Deceuninck-Quick Step - Intermarché-Wanty-Gobert Matériaux - Movistar Team - Team BikeExchange - Qhubeka Assos - Trek-Segafredo - UAE Team Emirates ProTeams (11)- Bardiani CSF Faizanè - Bingoal-WB - Burgos-BH - Caja Rural-Seguros RGA - Eolo-Kometa - Equipo Kern Pharma - Euskaltel-Euskadi - Gazprom-RusVelo - Sport Vlaanderen-Baloise - Total Direct Énergie - Rally Cycling |
| |

## Classificació final
| \| Classificació general \| Classificació general \| Classificació general \| Classificació general \| Classificació general \| \| Corredor \| Corredor \| Equip \| Temps \| \| \| --------------------- \| --------------------- \| ---------------------------------- \| --------------------- \| --------------------- \| \| 1r \| Giacomo Nizzolo \| Qhubeka Assos \| 4h 18' 44" \| \| \| 2n \| Florian Sénéchal \| Deceuninck-Quick Step \| + 0" \| \| \| 3r \| Martin Laas \| Bora-Hansgrohe \| + 0" \| \| \| 4t \| Jon Aberasturi Izaga \| Caja Rural-Seguros RGA \| + 0" \| \| \| 5è \| Timothy Dupont \| Bingoal-WB \| + 0" \| \| \| 6è \| Danny van Poppel \| Intermarché-Wanty-Gobert Matériaux \| + 0" \| \| \| 7è \| Gabriel Cullaigh \| Movistar Team \| + 0" \| \| \| 8è \| Edward Theuns \| Trek-Segafredo \| + 0" \| \| \| 9è \| Marc Sarreau \| AG2R Citroën Team \| + 0" \| \| \| 10è \| Damiano Cima \| Gazprom-RusVelo \| + 0" \| \| |                      |                                    |            |
| |                      |                                    |            |
| Font: ProCyclingStats |                      |                                    |            |
| Classificació general |                      |                                    |            |
| Corredor | Corredor             | Equip                              | Temps      |
| 1r | Giacomo Nizzolo      | Qhubeka Assos                      | 4h 18' 44" |
| 2n | Florian Sénéchal     | Deceuninck-Quick Step              | + 0"       |
| 3r | Martin Laas          | Bora-Hansgrohe                     | + 0"       |
| 4t | Jon Aberasturi Izaga | Caja Rural-Seguros RGA             | + 0"       |
| 5è | Timothy Dupont       | Bingoal-WB                         | + 0"       |
| 6è | Danny van Poppel     | Intermarché-Wanty-Gobert Matériaux | + 0"       |
| 7è | Gabriel Cullaigh     | Movistar Team                      | + 0"       |
| 8è | Edward Theuns        | Trek-Segafredo                     | + 0"       |
| 9è | Marc Sarreau         | AG2R Citroën Team                  | + 0"       |
| 10è | Damiano Cima         | Gazprom-RusVelo                    | + 0"       |

## Llista des participants
| Bora-Hansgrohe BOH | Bora-Hansgrohe BOH      | Bora-Hansgrohe BOH |
| ------------------ | ----------------------- | ------------------ |
| Núm                | Ciclista                | Pos                |
| 1                  | Cesare Benedetti (ITA)  | 85è                |
| 2                  | Maciej Bodnar (POL)     | 137è               |
| 3                  | Marcus Burghardt (GER)  | 39è                |
| 4                  | Patrick Gamper (AUT)    | 70è                |
| 5                  | Martin Laas (EST)       | 3r                 |
| 6                  | Jordi Meeus (BEL)       | 141è               |
| 7                  | Lukas Pöstlberger (AUT) | 101è               |

| UAE Team Emirates UAD | UAE Team Emirates UAD                 | UAE Team Emirates UAD |
| --------------------- | ------------------------------------- | --------------------- |
| Núm                   | Ciclista                              | Pos                   |
| 11                    | Fernando Gaviria Rendón (COL)         | 17è                   |
| 12                    | Marco Marcato (ITA)                   | 118è                  |
| 13                    | Sebastián Molano Benavides (COL)      | 45è                   |
| 14                    | Ivo Oliveira (POR)                    | 134è                  |
| 15                    | Rui Oliveira (POR)                    | 73è                   |
| 16                    | Maximiliano Richeze Araquistain (ARG) | 35è                   |
| 17                    | Oliviero Troia (ITA)                  | 108è                  |

| Cofidis COF | Cofidis COF             | Cofidis COF |
| ----------- | ----------------------- | ----------- |
| Núm         | Ciclista                | Pos         |
| 21          | Nathan Haas (AUS)       | 81è         |
| 22          | Jelle Wallays (BEL)     | 136è        |
| 23          | André Carvalho (POR)    | 100è        |
| 24          | Victor Lafay (FRA)      | 113è        |
| 25          | Fabio Sabatini (ITA)    | 114è        |
| 26          | Kenneth Vanbilsen (BEL) | 82è         |
| 27          | Attilio Viviani (ITA)   | 26è         |

| Intermarché-Wanty-Gobert Matériaux IWG | Intermarché-Wanty-Gobert Matériaux IWG | Intermarché-Wanty-Gobert Matériaux IWG |
| -------------------------------------- | -------------------------------------- | -------------------------------------- |
| Núm                                    | Ciclista                               | Pos                                    |
| 31                                     | Jonas Koch (GER)                       | 142è                                   |
| 32                                     | Andrea Pasqualon (ITA)                 | 46è                                    |
| 33                                     | Taco van der Hoorn (NED)               | 104è                                   |
| 34                                     | Boy van Poppel (NED)                   | 143è                                   |
| 35                                     | Danny van Poppel (NED)                 | 6è                                     |
| 36                                     | Pieter Vanspeybrouck (BEL)             | 89è                                    |
| 37                                     | Loïc Vliegen (BEL)                     | 98è                                    |

| BikeExchange BEX | BikeExchange BEX            | BikeExchange BEX |
| ---------------- | --------------------------- | ---------------- |
| Núm              | Ciclista                    | Pos              |
| 41               | Jack Bauer (NZL)            | 93è              |
| 42               | Michael Hepburn (AUS)       | 77è              |
| 43               | Amund Grøndahl Jansen (NOR) | 12è              |
| 44               | Nick Schultz (AUS)          | 74è              |
| 45               | Callum Scotson (AUS)        | 78è              |
| 46               | Dion Smith (NZL)            | 88è              |
| 47               | Robert Stannard (AUS)       | DNF              |

| Sport Vlaanderen-Baloise SVB | Sport Vlaanderen-Baloise SVB | Sport Vlaanderen-Baloise SVB |
| ---------------------------- | ---------------------------- | ---------------------------- |
| Núm                          | Ciclista                     | Pos                          |
| 51                           | Cedric Beullens (BEL)        | 28è                          |
| 52                           | Alex Colman (BEL)            | 103è                         |
| 53                           | Kenny De Ketele (BEL)        | 115è                         |
| 54                           | Robbe Ghys (BEL)             | 116è                         |
| 55                           | Ward Vanhoof (BEL)           | 105è                         |
| 56                           | Aaron Van Poucke (BEL)       | 90è                          |
| 57                           | Jordi Warlop (BEL)           | 14è                          |

| AG2R Citroën Team ACT | AG2R Citroën Team ACT | AG2R Citroën Team ACT |
| --------------------- | --------------------- | --------------------- |
| Núm                   | Ciclista              | Pos                   |
| 61                    | Stan Dewulf (BEL)     | 87è                   |
| 62                    | Andrea Vendrame (ITA) | 24è                   |
| 63                    | Anthony Jullien (FRA) | 62è                   |
| 64                    | Lawrence Naesen (BEL) | 51è                   |
| 65                    | Marc Sarreau (FRA)    | 9è                    |
| 66                    | Gijs Van Hoecke (BEL) | 106è                  |
| 67                    | Damien Touzé (FRA)    | 16è                   |

| Euskaltel-Euskadi EUS | Euskaltel-Euskadi EUS            | Euskaltel-Euskadi EUS |
| --------------------- | -------------------------------- | --------------------- |
| Núm                   | Ciclista                         | Pos                   |
| 71                    | Mikel Alonso (ESP)               | 138è                  |
| 72                    | Mikel Aristi Gardoki (ESP)       | 22è                   |
| 73                    | Xabier Mikel Azparren (ESP)      | 71è                   |
| 74                    | Julen Irizar (ESP)               | 40è                   |
| 75                    | Juan José Lobato del Valle (ESP) | 38è                   |
| 76                    | Luis Ángel Maté Mardones (ESP)   | 57è                   |
| 77                    | Antonio Jesús Soto (ESP)         | 47è                   |

| Movistar Team MOV | Movistar Team MOV                 | Movistar Team MOV |
| ----------------- | --------------------------------- | ----------------- |
| Núm               | Ciclista                          | Pos               |
| 81                | Gabriel Cullaigh (GBR)            | 7è                |
| 82                | Iván García Cortina (ESP)         | 60è               |
| 83                | Juri Hollmann (GER)               | 59è               |
| 84                | Johan Jacobs (SUI)                | 64è               |
| 85                | Mathias Norsgaard Jørgensen (DEN) | 95è               |
| 86                | Gonzalo Serrano Rodríguez (ESP)   | 44è               |
| 87                | Alejandro Valverde Belmonte (ESP) | 55è               |

| Equipo Kern Pharma EKP | Equipo Kern Pharma EKP     | Equipo Kern Pharma EKP |
| ---------------------- | -------------------------- | ---------------------- |
| Núm                    | Ciclista                   | Pos                    |
| 91                     | Carlos García Pierna (ESP) | 122è                   |
| 92                     | Álex Jaime (ESP)           | 36è                    |
| 93                     | Diego López (ESP)          | 63è                    |
| 94                     | Sava Novikov (RUS)         | 37è                    |
| 95                     | José Félix Parra (ESP)     | 124è                   |
| 96                     | Ibon Ruiz (ESP)            | 140è                   |
| 97                     | Enrique Sanz Unzué (ESP)   | 123è                   |

| Astana-Premier Tech APT | Astana-Premier Tech APT            | Astana-Premier Tech APT |
| ----------------------- | ---------------------------------- | ----------------------- |
| Núm                     | Ciclista                           | Pos                     |
| 101                     | Luis León Sánchez Gil (ESP) (ruta) | 41è                     |
| 102                     | Ievgueni Guiditx (KAZ)             | 32è                     |
| 103                     | Yevgeniy Fedorov (KAZ)             | 53è                     |
| 104                     | Davide Martinelli (ITA)            | 56è                     |
| 105                     | Javier Romo (ESP)                  | 54è                     |
| 106                     | Nikita Stalnow (KAZ)               | 110è                    |
| 107                     | Artiom Zakhàrov (KAZ)              | 43è                     |

| Burgos-BH BBH | Burgos-BH BBH                  | Burgos-BH BBH |
| ------------- | ------------------------------ | ------------- |
| Núm           | Ciclista                       | Pos           |
| 111           | Jetse Bol (NED)                | 29è           |
| 112           | Jesús Ezquerra (ESP)           | 19è           |
| 113           | Juan Antonio López-Cózar (ESP) | DNF           |
| 114           | Ángel Madrazo Ruiz (ESP)       | 119è          |
| 115           | Alex Molenaar (NED)            | 132è          |
| 116           | Manuel Peñalver (ESP)          | DNF           |
| 117           | Diego Rubio Hernández (ESP)    | 58è           |

| Deceuninck-Quick Step DQT | Deceuninck-Quick Step DQT | Deceuninck-Quick Step DQT |
| ------------------------- | ------------------------- | ------------------------- |
| Núm                       | Ciclista                  | Pos                       |
| 121                       | Mark Cavendish (GBR)      | 94è                       |
| 122                       | Tim Declercq (BEL)        | 86è                       |
| 123                       | Álvaro Hodeg Chagui (COL) | DNF                       |
| 124                       | Florian Sénéchal (FRA)    | 2n                        |
| 125                       | Stijn Steels (BEL)        | 96è                       |
| 126                       | Jannik Steimle (GER)      | 79è                       |
| 127                       | Bert Van Lerberghe (BEL)  | 15è                       |

| Bingoal-WB BWB | Bingoal-WB BWB                     | Bingoal-WB BWB |
| -------------- | ---------------------------------- | -------------- |
| Núm            | Ciclista                           | Pos            |
| 131            | Stanisław Aniołkowski (POL) (ruta) | 23è            |
| 132            | Timothy Dupont (BEL)               | 5è             |
| 133            | Tom Paquot (BEL)                   | 97è            |
| 134            | Laurenz Rex (BEL)                  | 125è           |
| 135            | Ludovic Robeet (BEL)               | 126è           |
| 136            | Boris Vallée (BEL)                 | 135è           |
| 137            | Tom Wirtgen (LUX)                  | 117è           |

| Qhubeka Assos TQA | Qhubeka Assos TQA            | Qhubeka Assos TQA |
| ----------------- | ---------------------------- | ----------------- |
| Núm               | Ciclista                     | Pos               |
| 141               | Carlos Barbero Cuesta (ESP)  | 76è               |
| 142               | Sean Bennett (USA)           | 67è               |
| 143               | Victor Campenaerts (BEL)     | 33è               |
| 144               | Giacomo Nizzolo (ITA) (ruta) | 1r                |
| 145               | Matteo Pelucchi (ITA)        | 102è              |
| 146               | Emil Nygaard Vinjebo (DEN)   | 75è               |
| 147               | Max Walscheid (GER)          | 92è               |

| Eolo-Kometa EOK | Eolo-Kometa EOK         | Eolo-Kometa EOK |
| --------------- | ----------------------- | --------------- |
| Núm             | Ciclista                | Pos             |
| 151             | John Archibald (GBR)    | 109è            |
| 152             | Davide Bais (ITA)       | 129è            |
| 153             | Manuel Belletti (ITA)   | 25è             |
| 154             | Lorenzo Fortunato (ITA) | 52è             |
| 155             | Mattia Frapporti (ITA)  | 72è             |
| 156             | Luca Pacioni (ITA)      | 139è            |
| 157             | Samuele Rivi (ITA)      | 130è            |

| Trek-Segafredo TFS | Trek-Segafredo TFS           | Trek-Segafredo TFS |
| ------------------ | ---------------------------- | ------------------ |
| Núm                | Ciclista                     | Pos                |
| 161                | Nicola Conci (ITA)           | 80è                |
| 162                | Jakob Egholm (DEN)           | DNF                |
| 163                | Amanuel Gebrezgabihier (ERI) | DNF                |
| 164                | Alexander Kamp (DEN)         | 107è               |
| 165                | Jacopo Mosca (ITA)           | 66è                |
| 166                | Antonio Nibali (ITA)         | 131è               |
| 167                | Edward Theuns (BEL)          | 8è                 |

| Caja Rural-Seguros RGA CJR | Caja Rural-Seguros RGA CJR | Caja Rural-Seguros RGA CJR |
| -------------------------- | -------------------------- | -------------------------- |
| Núm                        | Ciclista                   | Pos                        |
| 171                        | Jon Aberasturi Izaga (ESP) | 4t                         |
| 172                        | Álvaro Cuadros (ESP)       | 111è                       |
| 173                        | David González López (ESP) | 120è                       |
| 174                        | Jon Irisarri (ESP)         | 83è                        |
| 175                        | Oier Lazkano López (ESP)   | 121è                       |
| 176                        | Joel Nicolau Beltran (ESP) | DNF                        |
| 177                        | Héctor Sáez Benito (ESP)   | 112è                       |

| Gazprom-RusVelo GAZ | Gazprom-RusVelo GAZ      | Gazprom-RusVelo GAZ |
| ------------------- | ------------------------ | ------------------- |
| Núm                 | Ciclista                 | Pos                 |
| 181                 | Ígor Bóiev (RUS)         | DNF                 |
| 182                 | Marco Canola (ITA)       | 11è                 |
| 183                 | Serguei Txernetski (RUS) | 50è                 |
| 184                 | Damiano Cima (ITA)       | 10è                 |
| 185                 | Pàvel Koixetkov (RUS)    | 61è                 |
| 186                 | Piotr Rikunov (RUS)      | 49è                 |
| 187                 | Dmitri Strakhov (RUS)    | 133è                |

| Total Direct Énergie TDE | Total Direct Énergie TDE        | Total Direct Énergie TDE |
| ------------------------ | ------------------------------- | ------------------------ |
| Núm                      | Ciclista                        | Pos                      |
| 191                      | Christopher Lawless (GBR)       | 84è                      |
| 192                      | Lorrenzo Manzin (FRA)           | 13è                      |
| 193                      | Adrien Petit (FRA)              | DNF                      |
| 194                      | Cristián Rodríguez Martín (ESP) | 68è                      |
| 195                      | Geoffrey Soupe (FRA)            | 99è                      |
| 196                      | Niki Terpstra (NED)             | 91è                      |
| 197                      | Dries Van Gestel (BEL)          | 42è                      |

| Bardiani CSF Faizanè BCF | Bardiani CSF Faizanè BCF | Bardiani CSF Faizanè BCF |
| ------------------------ | ------------------------ | ------------------------ |
| Núm                      | Ciclista                 | Pos                      |
| 201                      | Enrico Battaglin (ITA)   | 34è                      |
| 202                      | Filippo Fiorelli (ITA)   | 18è                      |
| 203                      | Umberto Marengo (ITA)    | 21è                      |
| 204                      | Daniel Savini (ITA)      | 31è                      |
| 205                      | Giovanni Visconti (ITA)  | DNF                      |
| 206                      | Filippo Zana (ITA)       | 69è                      |
| 207                      | Samuele Zoccarato (ITA)  | 48è                      |

| Rally Cycling RLY | Rally Cycling RLY       | Rally Cycling RLY |
| ----------------- | ----------------------- | ----------------- |
| Núm               | Ciclista                | Pos               |
| 211               | Nathan Brown (USA)      | 128è              |
| 212               | Pier-André Côté (CAN)   | 27è               |
| 213               | Arvid de Kleijn (NED)   | DNF               |
| 214               | Colin Joyce (USA)       | 20è               |
| 215               | Emerson Oronte (USA)    | 127è              |
| 216               | Joey Rosskopf (USA)     | 65è               |
| 217               | Nickolas Zukowsky (CAN) | 30è               |

| Bora-Hansgrohe BOH | Bora-Hansgrohe BOH      | Bora-Hansgrohe BOH |
| ------------------ | ----------------------- | ------------------ |
| Núm                | Ciclista                | Pos                |
| 1                  | Cesare Benedetti (ITA)  | 85è                |
| 2                  | Maciej Bodnar (POL)     | 137è               |
| 3                  | Marcus Burghardt (GER)  | 39è                |
| 4                  | Patrick Gamper (AUT)    | 70è                |
| 5                  | Martin Laas (EST)       | 3r                 |
| 6                  | Jordi Meeus (BEL)       | 141è               |
| 7                  | Lukas Pöstlberger (AUT) | 101è               |

| UAE Team Emirates UAD | UAE Team Emirates UAD                 | UAE Team Emirates UAD |
| --------------------- | ------------------------------------- | --------------------- |
| Núm                   | Ciclista                              | Pos                   |
| 11                    | Fernando Gaviria Rendón (COL)         | 17è                   |
| 12                    | Marco Marcato (ITA)                   | 118è                  |
| 13                    | Sebastián Molano Benavides (COL)      | 45è                   |
| 14                    | Ivo Oliveira (POR)                    | 134è                  |
| 15                    | Rui Oliveira (POR)                    | 73è                   |
| 16                    | Maximiliano Richeze Araquistain (ARG) | 35è                   |
| 17                    | Oliviero Troia (ITA)                  | 108è                  |

| Cofidis COF | Cofidis COF             | Cofidis COF |
| ----------- | ----------------------- | ----------- |
| Núm         | Ciclista                | Pos         |
| 21          | Nathan Haas (AUS)       | 81è         |
| 22          | Jelle Wallays (BEL)     | 136è        |
| 23          | André Carvalho (POR)    | 100è        |
| 24          | Victor Lafay (FRA)      | 113è        |
| 25          | Fabio Sabatini (ITA)    | 114è        |
| 26          | Kenneth Vanbilsen (BEL) | 82è         |
| 27          | Attilio Viviani (ITA)   | 26è         |

| Intermarché-Wanty-Gobert Matériaux IWG | Intermarché-Wanty-Gobert Matériaux IWG | Intermarché-Wanty-Gobert Matériaux IWG |
| -------------------------------------- | -------------------------------------- | -------------------------------------- |
| Núm                                    | Ciclista                               | Pos                                    |
| 31                                     | Jonas Koch (GER)                       | 142è                                   |
| 32                                     | Andrea Pasqualon (ITA)                 | 46è                                    |
| 33                                     | Taco van der Hoorn (NED)               | 104è                                   |
| 34                                     | Boy van Poppel (NED)                   | 143è                                   |
| 35                                     | Danny van Poppel (NED)                 | 6è                                     |
| 36                                     | Pieter Vanspeybrouck (BEL)             | 89è                                    |
| 37                                     | Loïc Vliegen (BEL)                     | 98è                                    |

| BikeExchange BEX | BikeExchange BEX            | BikeExchange BEX |
| ---------------- | --------------------------- | ---------------- |
| Núm              | Ciclista                    | Pos              |
| 41               | Jack Bauer (NZL)            | 93è              |
| 42               | Michael Hepburn (AUS)       | 77è              |
| 43               | Amund Grøndahl Jansen (NOR) | 12è              |
| 44               | Nick Schultz (AUS)          | 74è              |
| 45               | Callum Scotson (AUS)        | 78è              |
| 46               | Dion Smith (NZL)            | 88è              |
| 47               | Robert Stannard (AUS)       | DNF              |

| Sport Vlaanderen-Baloise SVB | Sport Vlaanderen-Baloise SVB | Sport Vlaanderen-Baloise SVB |
| ---------------------------- | ---------------------------- | ---------------------------- |
| Núm                          | Ciclista                     | Pos                          |
| 51                           | Cedric Beullens (BEL)        | 28è                          |
| 52                           | Alex Colman (BEL)            | 103è                         |
| 53                           | Kenny De Ketele (BEL)        | 115è                         |
| 54                           | Robbe Ghys (BEL)             | 116è                         |
| 55                           | Ward Vanhoof (BEL)           | 105è                         |
| 56                           | Aaron Van Poucke (BEL)       | 90è                          |
| 57                           | Jordi Warlop (BEL)           | 14è                          |

| AG2R Citroën Team ACT | AG2R Citroën Team ACT | AG2R Citroën Team ACT |
| --------------------- | --------------------- | --------------------- |
| Núm                   | Ciclista              | Pos                   |
| 61                    | Stan Dewulf (BEL)     | 87è                   |
| 62                    | Andrea Vendrame (ITA) | 24è                   |
| 63                    | Anthony Jullien (FRA) | 62è                   |
| 64                    | Lawrence Naesen (BEL) | 51è                   |
| 65                    | Marc Sarreau (FRA)    | 9è                    |
| 66                    | Gijs Van Hoecke (BEL) | 106è                  |
| 67                    | Damien Touzé (FRA)    | 16è                   |

| Euskaltel-Euskadi EUS | Euskaltel-Euskadi EUS            | Euskaltel-Euskadi EUS |
| --------------------- | -------------------------------- | --------------------- |
| Núm                   | Ciclista                         | Pos                   |
| 71                    | Mikel Alonso (ESP)               | 138è                  |
| 72                    | Mikel Aristi Gardoki (ESP)       | 22è                   |
| 73                    | Xabier Mikel Azparren (ESP)      | 71è                   |
| 74                    | Julen Irizar (ESP)               | 40è                   |
| 75                    | Juan José Lobato del Valle (ESP) | 38è                   |
| 76                    | Luis Ángel Maté Mardones (ESP)   | 57è                   |
| 77                    | Antonio Jesús Soto (ESP)         | 47è                   |

| Movistar Team MOV | Movistar Team MOV                 | Movistar Team MOV |
| ----------------- | --------------------------------- | ----------------- |
| Núm               | Ciclista                          | Pos               |
| 81                | Gabriel Cullaigh (GBR)            | 7è                |
| 82                | Iván García Cortina (ESP)         | 60è               |
| 83                | Juri Hollmann (GER)               | 59è               |
| 84                | Johan Jacobs (SUI)                | 64è               |
| 85                | Mathias Norsgaard Jørgensen (DEN) | 95è               |
| 86                | Gonzalo Serrano Rodríguez (ESP)   | 44è               |
| 87                | Alejandro Valverde Belmonte (ESP) | 55è               |

| Equipo Kern Pharma EKP | Equipo Kern Pharma EKP     | Equipo Kern Pharma EKP |
| ---------------------- | -------------------------- | ---------------------- |
| Núm                    | Ciclista                   | Pos                    |
| 91                     | Carlos García Pierna (ESP) | 122è                   |
| 92                     | Álex Jaime (ESP)           | 36è                    |
| 93                     | Diego López (ESP)          | 63è                    |
| 94                     | Sava Novikov (RUS)         | 37è                    |
| 95                     | José Félix Parra (ESP)     | 124è                   |
| 96                     | Ibon Ruiz (ESP)            | 140è                   |
| 97                     | Enrique Sanz Unzué (ESP)   | 123è                   |

| Astana-Premier Tech APT | Astana-Premier Tech APT            | Astana-Premier Tech APT |
| ----------------------- | ---------------------------------- | ----------------------- |
| Núm                     | Ciclista                           | Pos                     |
| 101                     | Luis León Sánchez Gil (ESP) (ruta) | 41è                     |
| 102                     | Ievgueni Guiditx (KAZ)             | 32è                     |
| 103                     | Yevgeniy Fedorov (KAZ)             | 53è                     |
| 104                     | Davide Martinelli (ITA)            | 56è                     |
| 105                     | Javier Romo (ESP)                  | 54è                     |
| 106                     | Nikita Stalnow (KAZ)               | 110è                    |
| 107                     | Artiom Zakhàrov (KAZ)              | 43è                     |

| Burgos-BH BBH | Burgos-BH BBH                  | Burgos-BH BBH |
| ------------- | ------------------------------ | ------------- |
| Núm           | Ciclista                       | Pos           |
| 111           | Jetse Bol (NED)                | 29è           |
| 112           | Jesús Ezquerra (ESP)           | 19è           |
| 113           | Juan Antonio López-Cózar (ESP) | DNF           |
| 114           | Ángel Madrazo Ruiz (ESP)       | 119è          |
| 115           | Alex Molenaar (NED)            | 132è          |
| 116           | Manuel Peñalver (ESP)          | DNF           |
| 117           | Diego Rubio Hernández (ESP)    | 58è           |

| Deceuninck-Quick Step DQT | Deceuninck-Quick Step DQT | Deceuninck-Quick Step DQT |
| ------------------------- | ------------------------- | ------------------------- |
| Núm                       | Ciclista                  | Pos                       |
| 121                       | Mark Cavendish (GBR)      | 94è                       |
| 122                       | Tim Declercq (BEL)        | 86è                       |
| 123                       | Álvaro Hodeg Chagui (COL) | DNF                       |
| 124                       | Florian Sénéchal (FRA)    | 2n                        |
| 125                       | Stijn Steels (BEL)        | 96è                       |
| 126                       | Jannik Steimle (GER)      | 79è                       |
| 127                       | Bert Van Lerberghe (BEL)  | 15è                       |

| Bingoal-WB BWB | Bingoal-WB BWB                     | Bingoal-WB BWB |
| -------------- | ---------------------------------- | -------------- |
| Núm            | Ciclista                           | Pos            |
| 131            | Stanisław Aniołkowski (POL) (ruta) | 23è            |
| 132            | Timothy Dupont (BEL)               | 5è             |
| 133            | Tom Paquot (BEL)                   | 97è            |
| 134            | Laurenz Rex (BEL)                  | 125è           |
| 135            | Ludovic Robeet (BEL)               | 126è           |
| 136            | Boris Vallée (BEL)                 | 135è           |
| 137            | Tom Wirtgen (LUX)                  | 117è           |

| Qhubeka Assos TQA | Qhubeka Assos TQA            | Qhubeka Assos TQA |
| ----------------- | ---------------------------- | ----------------- |
| Núm               | Ciclista                     | Pos               |
| 141               | Carlos Barbero Cuesta (ESP)  | 76è               |
| 142               | Sean Bennett (USA)           | 67è               |
| 143               | Victor Campenaerts (BEL)     | 33è               |
| 144               | Giacomo Nizzolo (ITA) (ruta) | 1r                |
| 145               | Matteo Pelucchi (ITA)        | 102è              |
| 146               | Emil Nygaard Vinjebo (DEN)   | 75è               |
| 147               | Max Walscheid (GER)          | 92è               |

| Eolo-Kometa EOK | Eolo-Kometa EOK         | Eolo-Kometa EOK |
| --------------- | ----------------------- | --------------- |
| Núm             | Ciclista                | Pos             |
| 151             | John Archibald (GBR)    | 109è            |
| 152             | Davide Bais (ITA)       | 129è            |
| 153             | Manuel Belletti (ITA)   | 25è             |
| 154             | Lorenzo Fortunato (ITA) | 52è             |
| 155             | Mattia Frapporti (ITA)  | 72è             |
| 156             | Luca Pacioni (ITA)      | 139è            |
| 157             | Samuele Rivi (ITA)      | 130è            |

| Trek-Segafredo TFS | Trek-Segafredo TFS           | Trek-Segafredo TFS |
| ------------------ | ---------------------------- | ------------------ |
| Núm                | Ciclista                     | Pos                |
| 161                | Nicola Conci (ITA)           | 80è                |
| 162                | Jakob Egholm (DEN)           | DNF                |
| 163                | Amanuel Gebrezgabihier (ERI) | DNF                |
| 164                | Alexander Kamp (DEN)         | 107è               |
| 165                | Jacopo Mosca (ITA)           | 66è                |
| 166                | Antonio Nibali (ITA)         | 131è               |
| 167                | Edward Theuns (BEL)          | 8è                 |

| Caja Rural-Seguros RGA CJR | Caja Rural-Seguros RGA CJR | Caja Rural-Seguros RGA CJR |
| -------------------------- | -------------------------- | -------------------------- |
| Núm                        | Ciclista                   | Pos                        |
| 171                        | Jon Aberasturi Izaga (ESP) | 4t                         |
| 172                        | Álvaro Cuadros (ESP)       | 111è                       |
| 173                        | David González López (ESP) | 120è                       |
| 174                        | Jon Irisarri (ESP)         | 83è                        |
| 175                        | Oier Lazkano López (ESP)   | 121è                       |
| 176                        | Joel Nicolau Beltran (ESP) | DNF                        |
| 177                        | Héctor Sáez Benito (ESP)   | 112è                       |

| Gazprom-RusVelo GAZ | Gazprom-RusVelo GAZ      | Gazprom-RusVelo GAZ |
| ------------------- | ------------------------ | ------------------- |
| Núm                 | Ciclista                 | Pos                 |
| 181                 | Ígor Bóiev (RUS)         | DNF                 |
| 182                 | Marco Canola (ITA)       | 11è                 |
| 183                 | Serguei Txernetski (RUS) | 50è                 |
| 184                 | Damiano Cima (ITA)       | 10è                 |
| 185                 | Pàvel Koixetkov (RUS)    | 61è                 |
| 186                 | Piotr Rikunov (RUS)      | 49è                 |
| 187                 | Dmitri Strakhov (RUS)    | 133è                |

| Total Direct Énergie TDE | Total Direct Énergie TDE        | Total Direct Énergie TDE |
| ------------------------ | ------------------------------- | ------------------------ |
| Núm                      | Ciclista                        | Pos                      |
| 191                      | Christopher Lawless (GBR)       | 84è                      |
| 192                      | Lorrenzo Manzin (FRA)           | 13è                      |
| 193                      | Adrien Petit (FRA)              | DNF                      |
| 194                      | Cristián Rodríguez Martín (ESP) | 68è                      |
| 195                      | Geoffrey Soupe (FRA)            | 99è                      |
| 196                      | Niki Terpstra (NED)             | 91è                      |
| 197                      | Dries Van Gestel (BEL)          | 42è                      |

| Bardiani CSF Faizanè BCF | Bardiani CSF Faizanè BCF | Bardiani CSF Faizanè BCF |
| ------------------------ | ------------------------ | ------------------------ |
| Núm                      | Ciclista                 | Pos                      |
| 201                      | Enrico Battaglin (ITA)   | 34è                      |
| 202                      | Filippo Fiorelli (ITA)   | 18è                      |
| 203                      | Umberto Marengo (ITA)    | 21è                      |
| 204                      | Daniel Savini (ITA)      | 31è                      |
| 205                      | Giovanni Visconti (ITA)  | DNF                      |
| 206                      | Filippo Zana (ITA)       | 69è                      |
| 207                      | Samuele Zoccarato (ITA)  | 48è                      |

| Rally Cycling RLY | Rally Cycling RLY       | Rally Cycling RLY |
| ----------------- | ----------------------- | ----------------- |
| Núm               | Ciclista                | Pos               |
| 211               | Nathan Brown (USA)      | 128è              |
| 212               | Pier-André Côté (CAN)   | 27è               |
| 213               | Arvid de Kleijn (NED)   | DNF               |
| 214               | Colin Joyce (USA)       | 20è               |
| 215               | Emerson Oronte (USA)    | 127è              |
| 216               | Joey Rosskopf (USA)     | 65è               |
| 217               | Nickolas Zukowsky (CAN) | 30è               |